# Hatadou Sako
Pour les articles homonymes, voir Sako.
Hatadou Sako, née le 21 octobre 1995 à Tournan-en-Brie, est une joueuse française  de handball évoluant au poste de gardienne de but. Internationale sénégalaise puis française depuis 2023 (elle portait auparavant le maillot du Sénégal), elle dispute avec les Bleues le championnat du monde 2023 et les Jeux olympiques en 2024. Gardienne n°2 derrière Laura Glauser, elle entre en jeu notamment lors de la finale face la Norvège et devient championne du monde. En club, elle se révèle à l'OGC Nice avant de prendre une stature internationale au Metz Handball à partir de 2020 puis au Győri ETO KC à partir de 2024.

## Biographie
Passée par pôle espoirs féminin de Chatenay-Malabry, Hatadou Sako n'est toutefois pas recrutée par un centre de formation et rejoint en 2011 le Noisy-le-Grand handball, en Division 2. Contacté plusieurs fois par Frédéric Bougeant qui lui a proposé d'intégrer le centre de formation du club du CJF Fleury Loiret Handball et donc jouer au départ en Nationale 1, elle préfère rester à Noisy jusqu'en 2016.
Cette année-là, elle choisit de tenter l'aventure en D1 en signant à l'OGC Nice. Après 6 premiers mois difficiles, tant sur le plan mental que physique, elle connait une progression fulgurante dans le club niçois. Lors de la saison 2018-2019, elle se fait remarquer avec un pourcentage d'arrêt de 40% en saison régulière, la plaçant parmi les meilleures gardiennes du championnat de France et permettant notamment à l'OGC Nice de finir meilleure défense de la saison. À l'issue de la saison, elle est élue meilleure gardienne de but du championnat de France 2018-2019.
En 2020, elle rejoint le Metz Handball.
En 2021, après avoir disputé des qualifications pour les jeux olympiques, deux CAN et un championnat du monde, elle décide de prendre de la distance par rapport à l'équipe nationale sénégalaise.
En 2023, elle obtient sa première titularisation avec l'équipe nationale française. Gardienne n°2 de l'équipe de France derrière Laura Glauser lors du championnat du monde 2023, elle dispute notamment la deuxième mi-temps de la finale face à Norvège où elle effectue plusieurs arrêts déterminants. La France s'impose 31-28 et gagne son troisième titre planétaire, le premier pour Hatadou Sako.
Dans la foulée, sa signature est annoncée au club hongrois du Győri ETO KC pour trois saisons à compter de l'été 2024.
Sélectionnée lors des Jeux olympiques de Paris, elle réalise de nombreux arrêts lors de la demi-finale contre la Suède et contribue à la qualification de l'équipe de France en finale du tournoi. L'équipe de France s'incline 29-21 contre la Norvège et décroche la médaille d'argent des Jeux olympiques, deuxième médaille internationale pour Hatadou Sako en quelques mois.
Pour sa première saison en Hongrie, Sako remporte le Championnat de Hongrie et surtout sa première Ligue des champions

## Palmarès

### En sélection

#### Avec le Sénégal
Championnats d'Afrique des nations
- finaliste mais disqualifié du championnat d'Afrique des nations 2016[14]
- finaliste du championnat d'Afrique des nations 2018[15]

Jeux africains
- troisième des Jeux africains 2015

Championnats du monde
- 18e place au Championnat du monde 2019

#### Avec la France
Jeux olympiques
- médaille d'argent aux Jeux olympiques de 2024

Championnats du monde
- vainqueur du Championnat du monde 2023

Championnats d'Europe
- 4e place au Championnat d'Europe 2024

### En club
Sauf précision, le palmarès est obtenu avec le Metz Handball.
Compétitions internationales
- Ligue des champions (C1)
- Vainqueur (1) : 2025
- 3e place : 2022

Compétitions nationales
- Championnat de France
  - Vainqueur (3) : 2022, 2023 et 2024
  - 2e place (1) : 2019 (avec OGC Nice) et 2021
- Coupe de France :
  - vainqueur (3) : 2022, 2023 et 2024
- Championnat de Hongrie
  - Vainqueur (1) : 2025

### Distinctions individuelles
- élue meilleure gardienne de but du championnat d'Afrique des Nations en 2018[16]
- élue meilleure gardienne de but de la saison du championnat de France 2018-2019[6].

## Galerie photos

Hatadou Sako avec Nice en 2016 et 2017
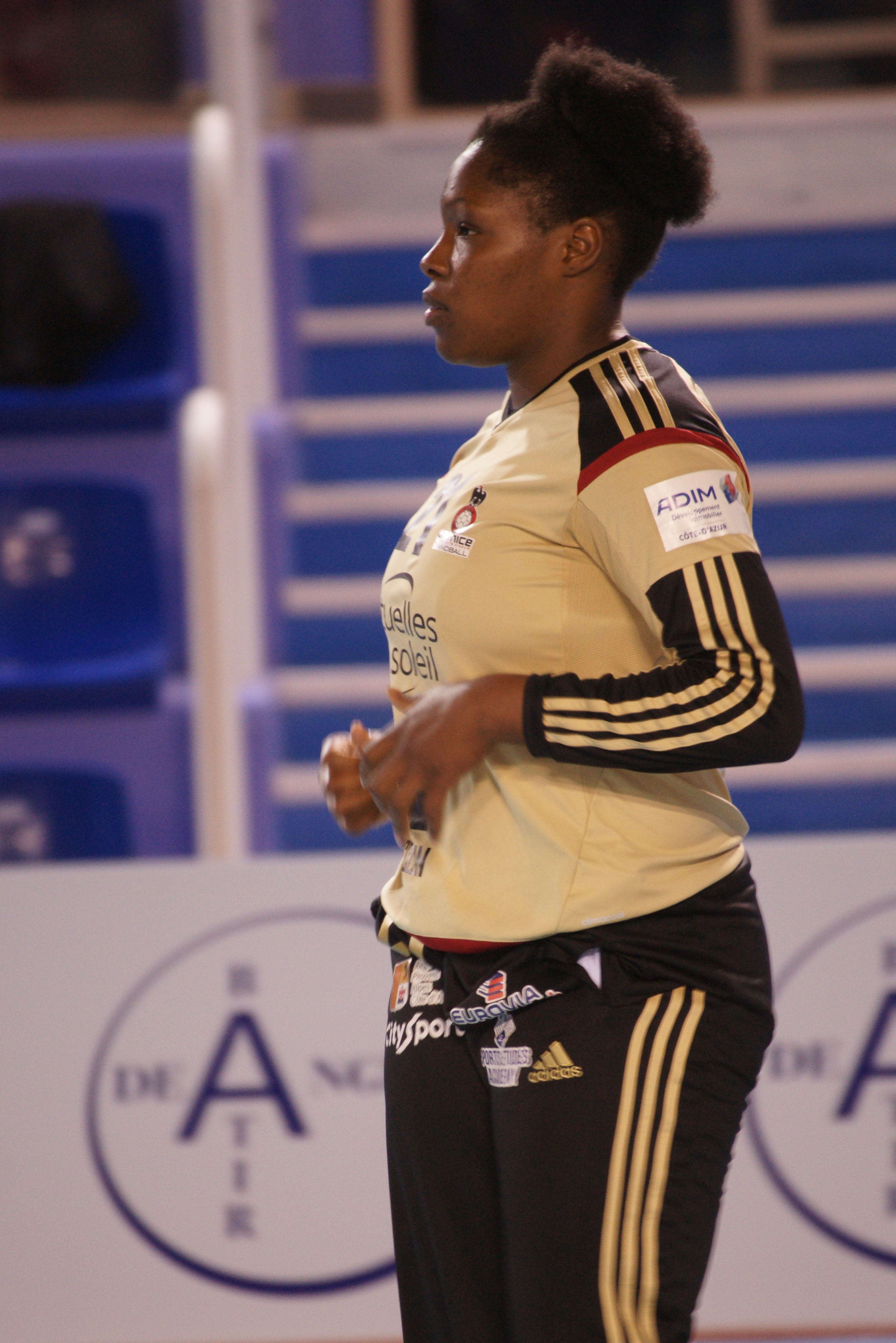
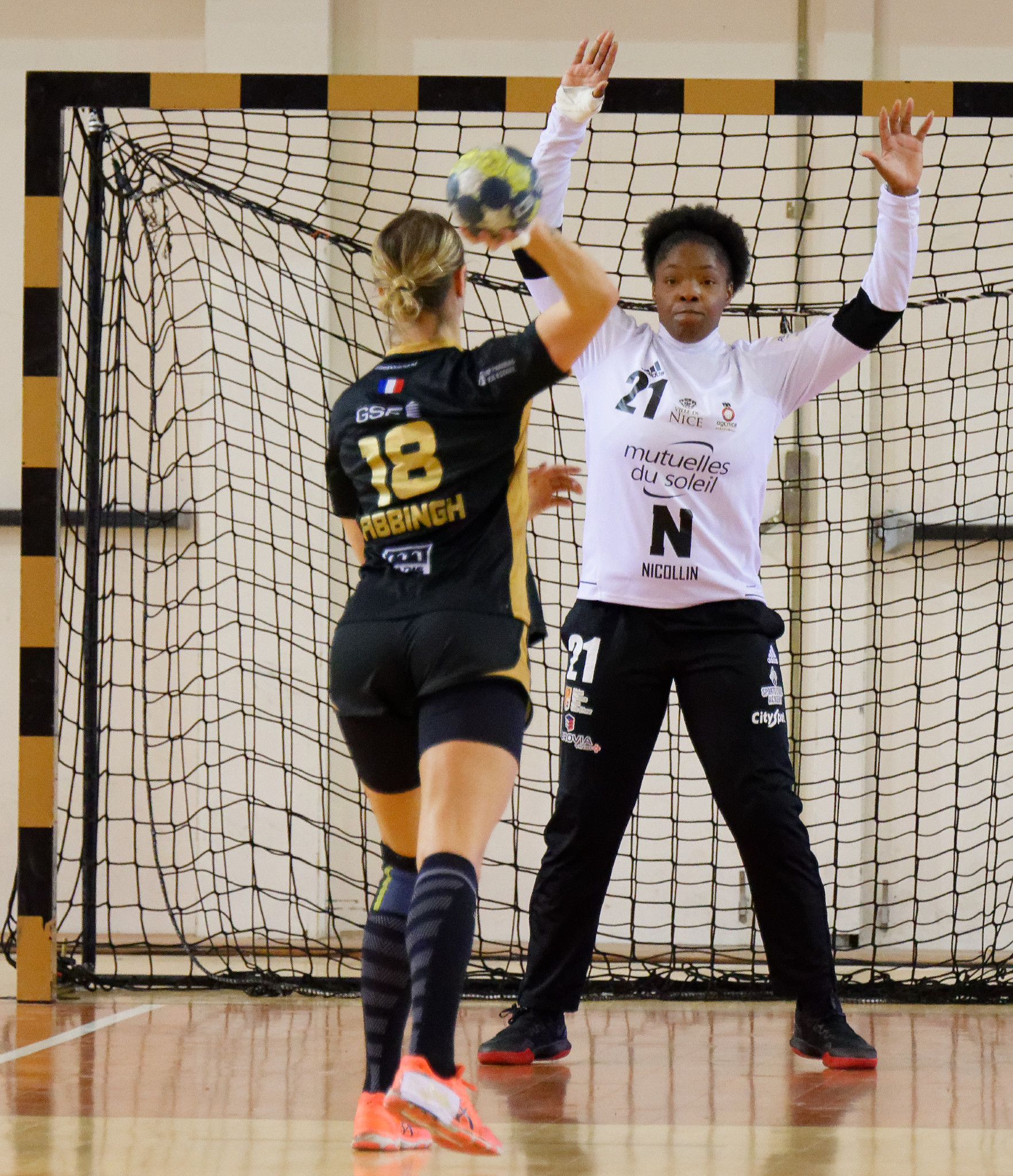
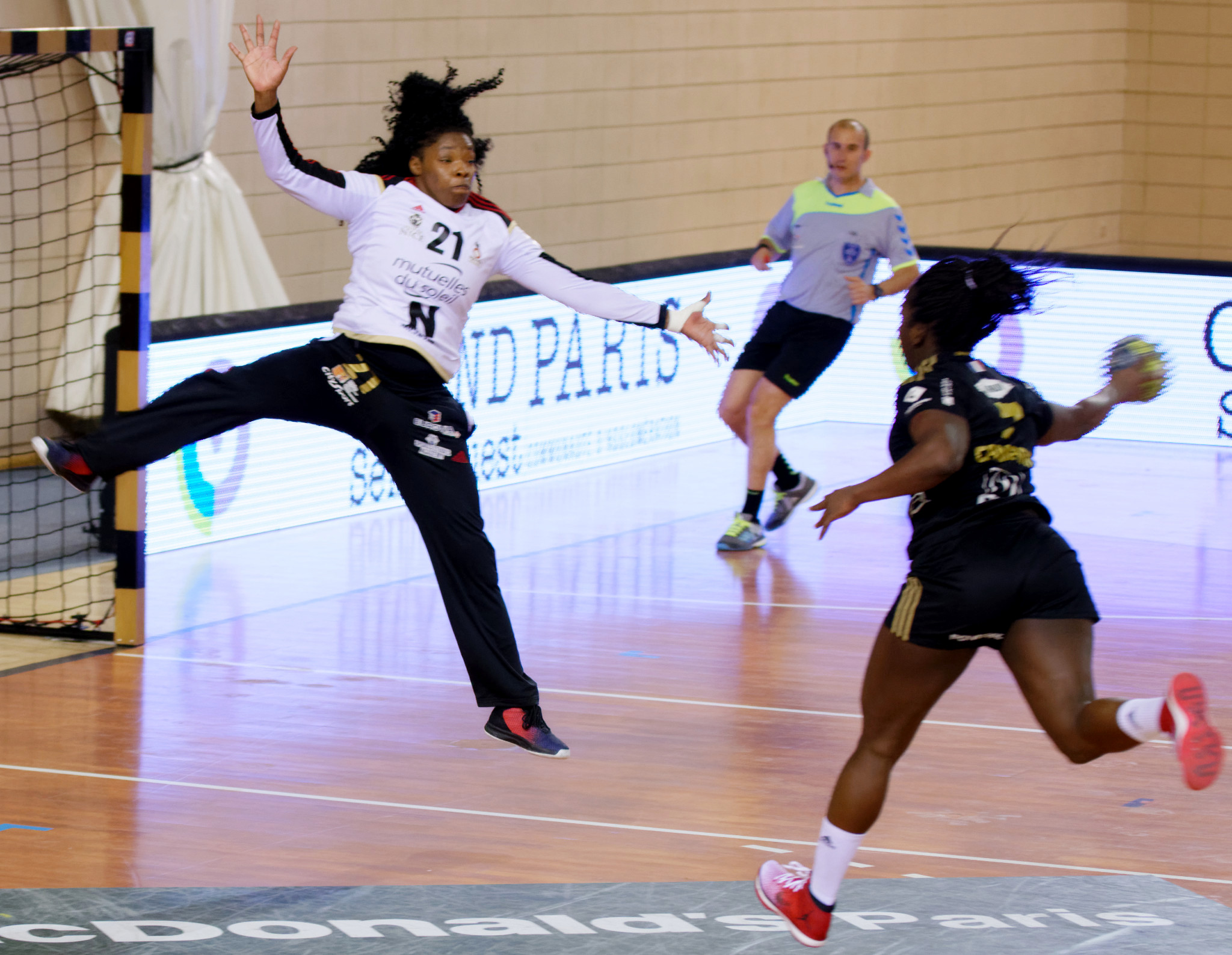
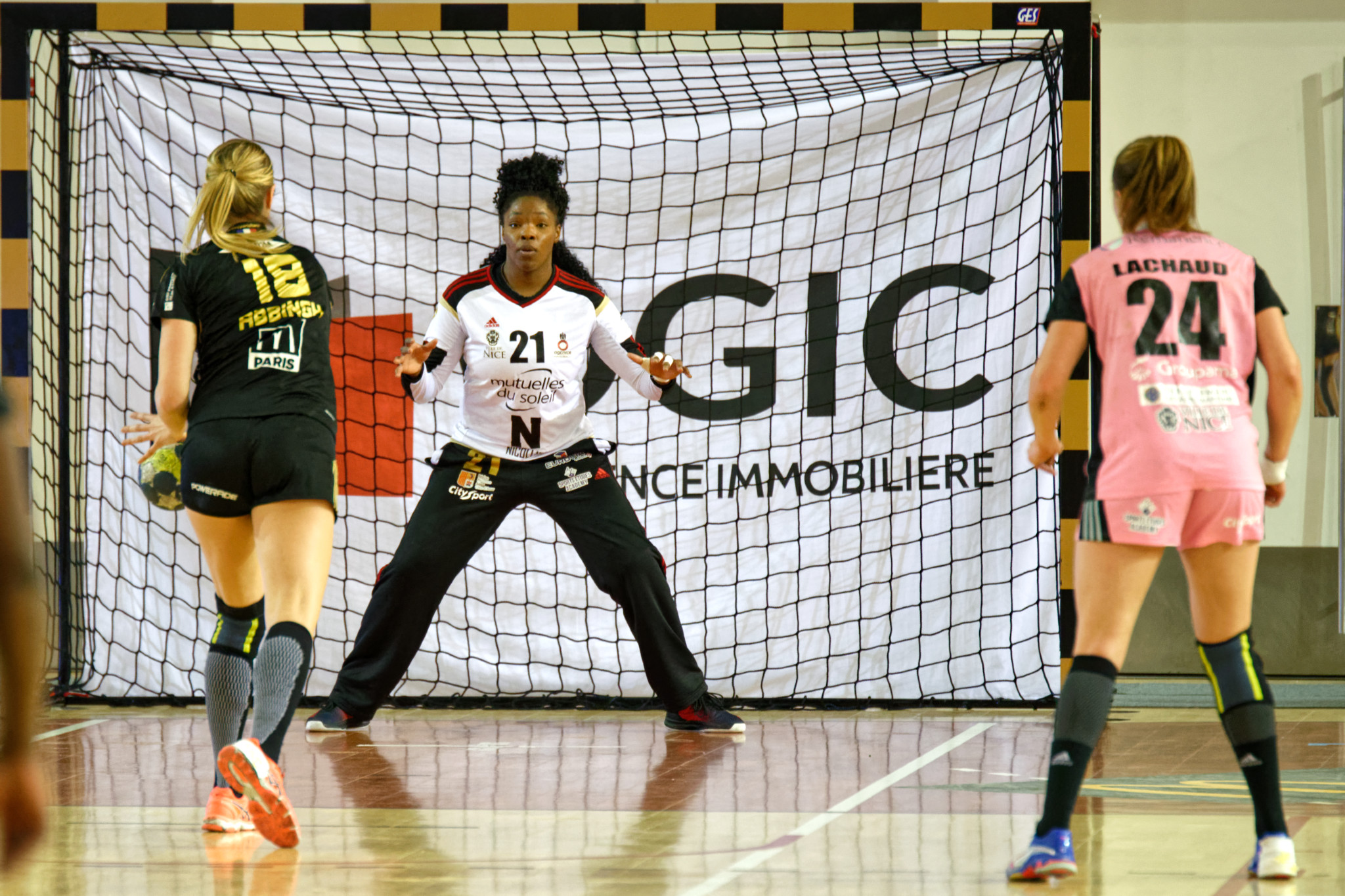

## Décorations
- Chevalier de l'ordre national du Mérite (2024)[17]